# 공화국영웅

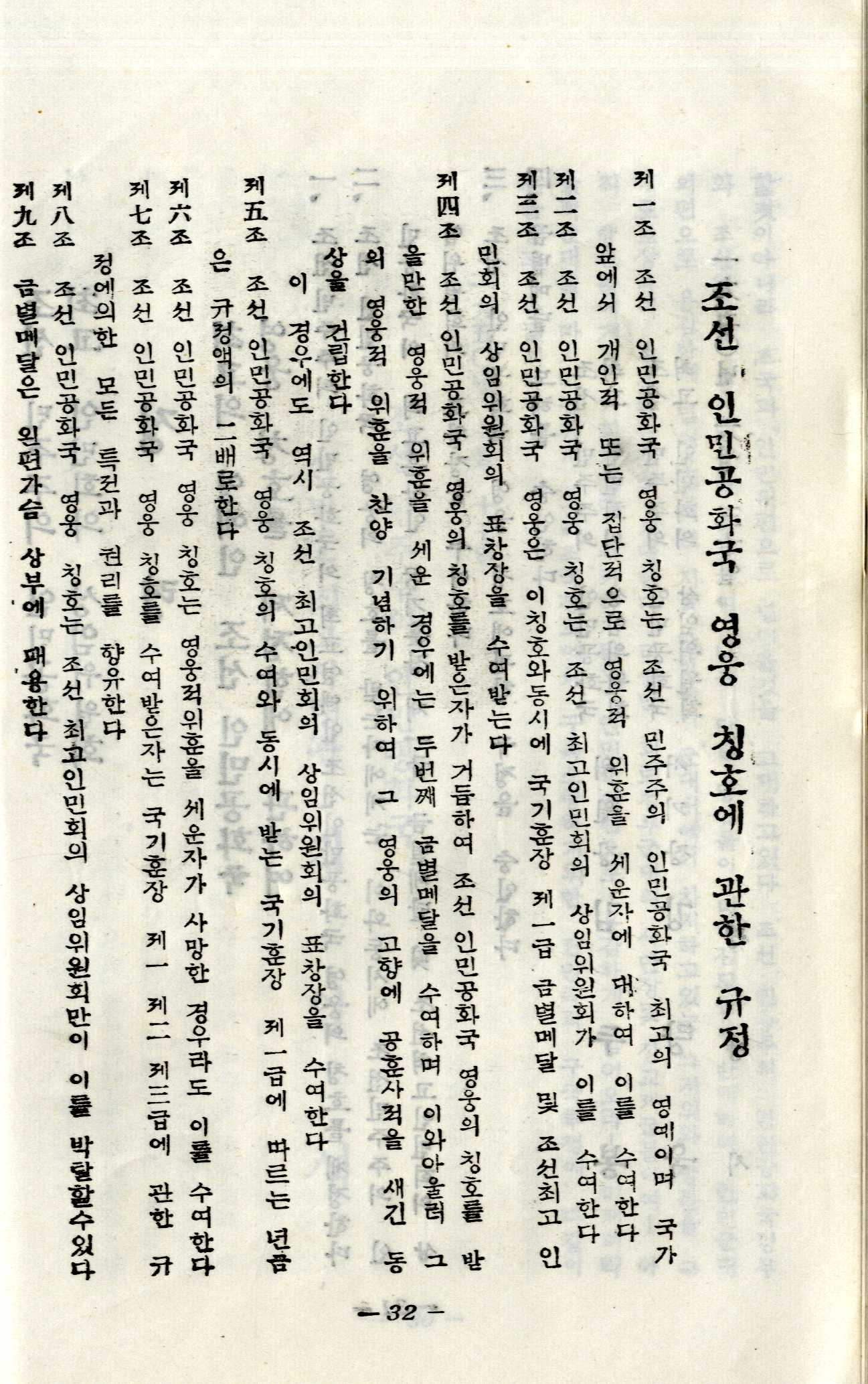
공화국영웅 칭호에 관한 규정

공화국영웅(共和國英雄)은 조선민주주의인민공화국에서 당과 국가에 대하여 위훈을 세우고 대중적 영웅주의와 애국주의를 보여준 자에게 수여되는 최상급의 명예 칭호이다. '공화국 영웅 금별메달'과 국기훈장 제1급, 그리고 최고인민회의 상임위원회 명의의 영웅증서가 함께 수여된다. 
1950년 한국 전쟁 발발 직후인 6월 30일에 최고인민회의 상임위원회 정령으로 제정됐다. 김일성은 휴전 협정 체결 무렵인 1953년 7월 28일을 포함하여 총 4회를 받아 '4중 공화국영웅'이며, 김정일은 1982년 2월 16일 40회 생일 때 영웅 칭호를 받았다.
초기에는 강건 등 한국 전쟁 전사자들에게 주로 칭호를 수여했으나 점차 범위가 넓어졌다. 백학림은 '2중 공화국영웅'이며 김책, 김용순은 사망 후 추서 받았다. 야세르 아라파트와 같은 외국인이나 마라톤 선수 정성옥도 이 칭호를 받았다. 
최다 수훈자는 김일성(1953, 1965, 1969, 1978)과 김정일(1971, 1972, 1982, 2011)로 각각 4회 수훈했으며 3회 수훈자는 강릉지역 무장공비 침투사건의 해상처장인 김동원(1980, 1995, 1997)이다. 현재까지 공화국영웅을 3회 이상 수훈한 자는 이 3명이 전부이다.

## 한국전쟁 중 수여 횟수
- 조선인민군 : 533회[3]
- 중국 인민해방군 : 10회

## 변천 과정
| 년도                   | 제조국                 | 재질                  | 패용 방식                                 |
| ---------------------- | ---------------------- | --------------------- | ----------------------------------------- |
| 1950년 7월             | 소련                   | 스털링 실버에 금 도금 | 스크류백(Screw-back)                      |
| 1950년 후반 - 1960년대 | 소련                   | 스털링 실버에 금 도금 | 스크류백(Screw-back)                      |
| 1960년대 - 현재        | 조선민주주의인민공화국 | 스털링 실버에 금 도금 | 스크류백(Screw-back) 혹은 핀 백(Pin back) |

## 같이 보기
- 조선민주주의인민공화국의 로력영웅
- 국기훈장

## 참고자료
- 《세계일보》  (2004.4.11) 최운섭의 평양 엿보기/ 영웅만들기 성행…주민독려 안간힘
- 《로동신문》 (2003.8.31) 빛나는 영웅시대
- 《조선일보》 (2001.7.15) NK리포트/ ‘영웅’들이 너무 많다[깨진 링크(과거 내용 찾기)]
- 김일성, 〈공화국영웅 안동수의 유가족들과 한 담화〉 (1994년 4월 11일)
- Warren E. Sessler & Paul McDaniel jr. 《Military and civil awards of the Democratic People's Republic of Korea (DPRK)》, 2009